# José Vilar
José «Pepe» Antonio Vilar Porcel (Asturias, 3 de agosto de 1933-Lima, 8 de agosto de 1985) fue un actor y productor de teatro español, nacionalizado peruano. Fue muy conocido por su trabajo en obras teatrales de tipo cómico para la televisión en Perú y en Chile, entre las décadas de 1960 y de 1980.

## Biografía

### Familia
Fue hijo de los actores Luis Vilar y Carmen Porcel. Era hermano menor de María de los Dolores «Lola» Vilar Porcel y sobrino del actor Pedro Porcel. Además, fue primo de los actores Jorge Porcel y Marisa Porcel , y tío de Leonardo Torres Vilar y Natalia Torres Vilar, ambos conocidos actores de teatro y televisión en Perú.

### Inicios
Los hermanos Pepe y Lola Vilar destacaron desde jóvenes en pequeñas compañías teatrales de Madrid. En ambos corría una pasión por el teatro que los hizo sobrevivir, entre otras peripecias, a la guerra civil española. Sin embargo, la conflagración hizo que José abandonara la península definitivamente en una etapa temprana de su vida para luego recorrer Sudamérica, con una carrera muy corta a su haber; sin embargo, participó en diversas obras dramáticas en teatros de las ciudades más importantes de España. Como parte de la compañía de la actriz española Társila Criado, realizó su primera gira internacional a Latinoamérica en 1958.

### Traslado a Sudamérica

#### En Perú
En 1961 se estableció en primera instancia en Lima, desde donde convenció a su hermana mayor y también actriz Lola, para que juntos participaran en una telenovela. Unas cuantas semanas allí le bastaron para hacer amigos e imaginar que en Perú podría hacer el mejor teatro. Su instinto no le falló: en la década de 1970, obras como La tercera palabra o La corbata le permitieron escuchar interminables aplausos. 
En tierras peruanas,  participó en diversas telenovelas de Panamericana TV Canal 13 (luego Canal 5), además de la comedia Matrimonios y algo más y el ciclo de teleteatros denominado Los comediantes a finales de los 60 y luego Teatro como en el teatro durante los años 70, adaptaciones del comediógrafo español Alfonso Paso (de quien era gran admirador), grabados en la Sala Alcedo y el teatro Entre Nou de la capital peruana.
Durante la década de los 80, fue contratado por América TV Canal 4 para el ciclo teleteatral Teatro de José Vilar (1982-1983), intercalando el ciclo en la TV peruana con su programa televisivo en la TV chilena.

#### En Chile
A fines de la década de 1970, decidió probar suerte en Santiago con los mismos montajes de Paso y de otros dramaturgos similares (como Miguel Mihura). Sus obras televisadas eran historias de humor liviano, previsible y de continuos enredos, donde las relaciones de pareja eran un elemento central. Se emitieron en el antiguo Canal 9 (luego Canal 11 Chilevisión), en el programa televisivo llamado Teatro de José Vilar (1979-1980) —espacio que fue retransmitido por Megavisión en el verano de 1995—. Debido a algunos problemas económicos y administrativos de la televisora, el exitoso espacio se trasladó al Canal 7 (Televisión Nacional de Chile o TVN, la televisora estatal), con lo que el programa se pasó a llamar Teatro y en el teatro y posteriormente El nuevo teatro de José Vilar (1981-1982), donde logró obtener una mayor difusión a lo largo de casi todo el país y una transmisión de mejor calidad.
Tuvo la particularidad de combinar tanto actores chilenos como españoles —radicados en Chile—, integrados en un elenco de comedias muy estable. Entre los actores de su elenco (algunos de ellos consagrados posteriormente en el cine y televisión local) se encontraban América Villafuerte —actriz peruana y su pareja en la vida real—, Patricio Achurra, Jaime Azócar, Eduardo Baldani, Schlomit Baytelman, Miguel Ángel Bravo, Cristián Campos, Adriano Castillo, Alberto Chacón, Claudia di Girolamo, Cora Díaz, Malú Gatica, Rubén Darío Guevara, Grimanesa Jiménez, Anita Klesky, Walter Kliche, Osvaldo Lagos, Sergio Madrid, Ana María Martínez, Yoya Martínez, Mario Montilles, Fernando Morales, Rosita Nicolet, David Ojeda, Ana María Ortiz, Ana María Palma, Soledad Pérez, Alicia Quiroga, Amelia Requena, Teresita Reyes, Lucy Salgado, Andrés Silva, Jael Unger, Luis Vera y Violeta Vidaurre, entre muchos otros.
Vilar dio un gran impulso al teatro local al dirigir y participar en numerosas puestas en escena, y aportó a las artes escénicas como precursor del teatro televisivo. Al respecto, la actriz española Rosita Nicolet (quien compartió en al menos cincuenta montajes con el fallecido director) expresó: «Pepe Vilar se merecía un homenaje. Fue el hombre que trajo de vuelta a Chile las ganas de ver teatro. En una época en que los actores no tenían trabajo, les abrió las puertas de los canales de televisión».

### Carácter
En el aspecto personal, Vilar tenía un carácter fuerte, muy temperamental, pero destacaba su afabilidad, y se distinguió por el trato digno y respetable hacia sus colaboradores. Siendo él políticamente muy de derecha, pro Franquismo, defendía a los actores que estaban vetados por razones políticas en la televisión y les aseguraba un buen sueldo.

### Enfermedad y muerte
En 1983 Vilar, fumador habitual, empezó a padecer serios quebrantos de salud. Mientras montaba una obra en el Teatro Lo Castillo (Chile) tuvo un pre-infarto y en la Clínica Las Condes le diagnosticaron un cáncer de pulmón. Con ello, se desarmó su compañía teatral debido a los problemas con su voz y al rápido avance de su enfermedad.
Durante su retiro obligado regresó a Perú y allí continuó con el tratamiento de su mal, el cual le impidió volver a trabajar. El actor asturiano falleció en Lima el 8 de agosto de 1985, 5 días después de haber cumplido 52 años, víctima del cáncer terminal que sufría. Fue sepultado en el cementerio de La Planicie, en el distrito de La Molina.

## Filmografía

### Telenovelas
- El cuarto mandamiento (Panamericana TV)
- El pecado y la virtud (Panamericana TV)
- Los novios (Panamericana TV)
- La parroquia de mi barrio (Panamericana TV)
- El maestro (Panamericana TV)
- La voz del corazón (Panamericana TV)
- La vida dolorosa (Panamericana TV)
- La huérfana (Panamericana TV)
- Simplemente María (1969-1971)

### Comedias
- Los comediantes (Panamericana TV, 1968)
- Matrimonios y algo más (Panamericana TV, 1967)
- Teatro como en el teatro (Panamericana TV, 1970-1975)
- Teatro de José Vilar (Canal 9 / Teleonce, 1979-1980)
- Teatro y en el teatro y El nuevo teatro de José Vilar (TVN, 1981-1982)